# Nim Shue Wan
Nim Shue Wan är en vik i Hongkong (Kina). Den ligger i den västra delen av Hongkong.